# AfD-Spendenaffäre
Die Spendenaffäre der AfD ist eine Kontroverse um die AfD, die kurz vor ihrem Einzug 2017 in den Deutschen Bundestag begann, als die AfD größere Spenden vom Verein zur Erhaltung der Rechtsstaatlichkeit und bürgerlichen Freiheiten erhalten hatte.

## Chronologie
Im April 2017 unterstützte der Verein zur Erhaltung der Rechtsstaatlichkeit und bürgerlichen Freiheiten die AfD bei der Bundestagswahl 2017 mit der Gratiszeitung Extrablatt und Wahlplakaten. Die Unterstützung durch den Verein wurde bei der Landtagswahl in Baden-Württemberg 2016 erstmals registriert, die Beteiligung der AfD an diesen Werbemaßnahmen wurde von der Parteiführung damals abgestritten. Im Juli 2017 wurde berichtet, dass Guido Reil von einer Schweizer PR-Agentur im Wahlkampf der Landtagswahl in Nordrhein-Westfalen 2017 mit 50.000 Euro unterstützt wurde.

### Aussagen von Marcus Pretzell und Frauke Petry
Im Sommer 2017 berichtete der Spiegel, dass die Goal AG bzw. Alexander Segert eine Veranstaltung von Marcus Pretzell, dem damaligen Spitzenkandidat für die Landtagswahl in Nordrhein-Westfalen, mit knapp 30.000 € finanziert haben soll. Der AfD wurde Ende 2020 aufgefordert, dafür 108.000 € zahlen. Im Anschluss veröffentlichten Correctiv und Frontal 21 Pretzells Perspektive.
Frauke Petry, ehemalige Parteisprecherin und Pretzells Ehefrau, ging Anfang März an die Öffentlichkeit: Sie habe sich mehrfach mit dem Milliardär Henning Conle getroffen, verdeckte Spenden aber letztlich abgelehnt. Petrys Aussagen bestärkten die Annahme, dass die einzelnen Spendenaffären in einem großen Zusammenhang stehen.
Prezell erhob in einer Landtagsrede Ende März 2021 Vorwürfe an Mitgliedern seiner ehemaligen Partei.
Anfang April war Frauke Petry in der Sendung Chez Krömer zu Gast. Gastgeber Kurt Krömer fragte sie, warum sie erst so spät an die Öffentlichkeit gehe. Petry erwiderte, dass die Wirkung sich dennoch entfalte und verwies auf ihr zu diesem Zeitpunkt noch nicht veröffentlichtes Buch. Es erschien Mitte Juni mit dem Titel Requiem für die AfD.

### Weitere Verdachtsfälle in Recherchen
Mediale Berichte nahmen auch Wahlkampfhilfen zu den Landtagswahlen in Niedersachsen 2017 und Thüringen 2019 in den Fokus.

## Großspender
- Henning Conle[7]
- August von Finck junior[15]
- Reiner Strangfeld, Gold im Wert von über 50 Mio. €[16]
- Mortimer von Zitzewitz, 50.000 €, mutmaßlicher Waffenhändler[17]
- Winfried Stöcker, 1,5 Mio. €, Unternehmer[18]

## Rezeption
Justus Bender (FAZ) schrieb Anfang 2019 von einer „inhaltlichen“ und „strukturellen Blamage“.
Das Recherchenetzwerk Correctiv fasste die eigenen Artikel zum Thema unter dem Stichwort „AfD-Spendenskandal“ zusammen. Es sei die „gefährlichste Spendenaffäre der Republik“.
Die Spendenaffäre wurde international beachtet.